# 坦能堡防線戰役
坦能堡防線戰役（德語：Die Schlacht um die Tannenbergstellung）是納粹德國的「納爾瓦」分隊與蘇聯的列寧格勒方面軍之間的一場戰鬥。
從1944年7月25日至8月10日，蘇德雙方在納爾瓦地狹展開戰鬥以爭奪這個在戰略上十分重要的地區。蘇軍希望藉由攻占當地及愛沙尼亞全境，而獲得進攻芬蘭和東普魯士的基地。數位西方學者將這場戰鬥視為愛沙尼亞黨衛軍的戰鬥。因為有多達24個來自武裝親衛隊的步兵營參加這場戰鬥。其中大約有一半的兵力由親衛隊第20師指揮，準備反抗蘇聯的佔領。德軍的兵力有22,250人，要對抗兵力有136,830人的蘇軍。由於蘇軍在戰鬥過程中不斷增援，使得蘇軍遭受150,000–200,000人的傷亡，以及157–164輛坦克損毀的代價。

## 背景

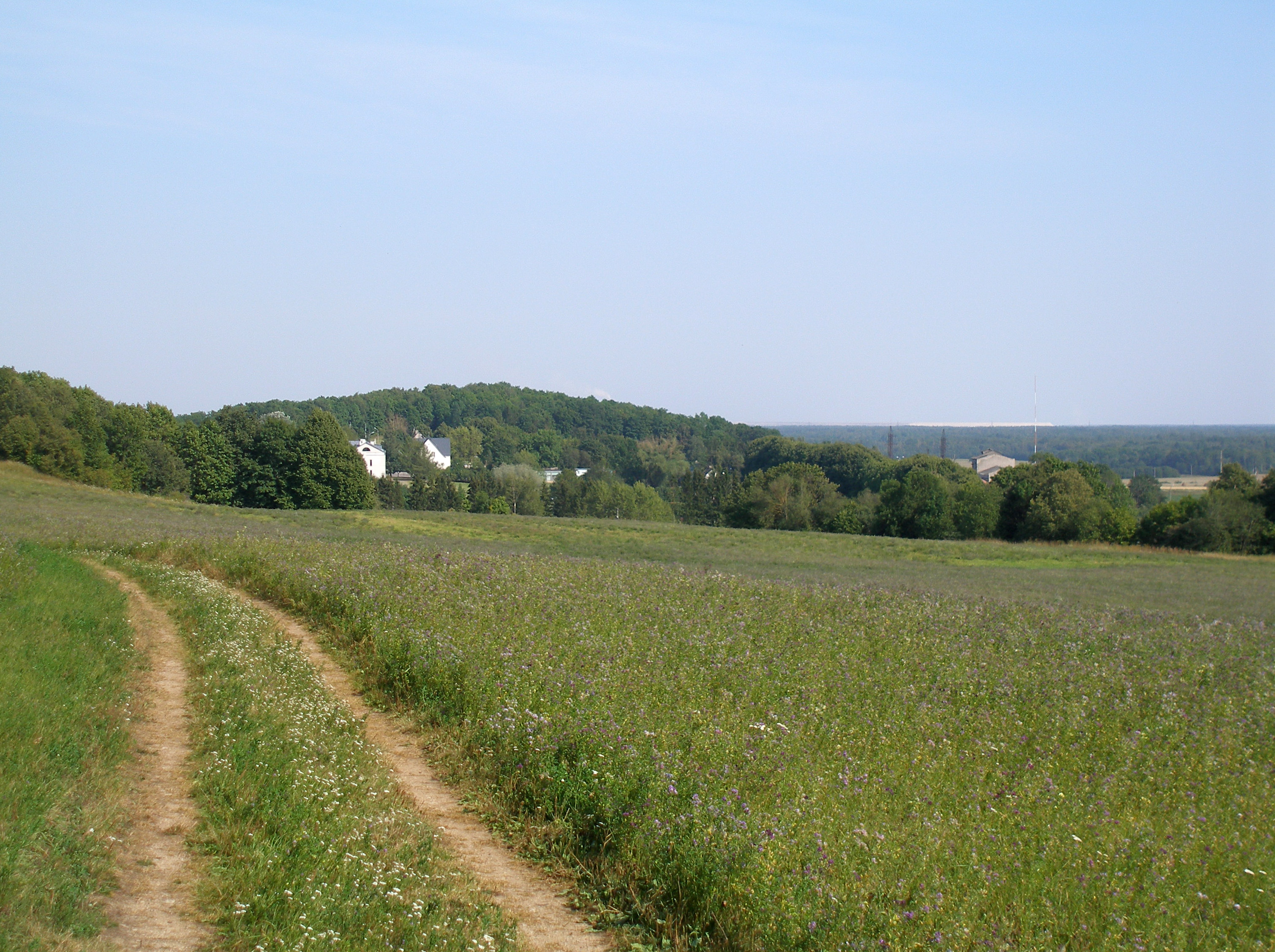
從擲彈兵山丘頂峰看到的孤兒院山丘

蘇德雙方在納爾瓦交戰六個月後，德軍於1944年7月26日向西撤退至坦能堡防線，這條防線位於藍山 (俄语：Синие горы)。這裡由東向西共有三座山丘。東邊的山丘被愛沙尼亞人稱作孤兒院山丘。中間的山丘被稱作擲彈兵山丘，西邊的山丘則欸稱作塔山丘或是愛山丘。這幾座山丘的高度只比周圍的土地高約20-50公尺，但坡度並不平緩。
由德軍親衛隊集團領袖，菲利克斯·施坦因納所率領的親衛隊第三軍在這幾座山丘停止撤退並建立起防線。其下轄的親衛隊第4“尼德蘭”志願裝甲擲彈兵營則在該防線北段（左翼）掘壕防守，一些隸屬於親衛隊第20師的單位則被布置於防線中央，而武裝親衛隊第11“北地”志願裝甲擲彈兵師則防守防線的南段(右翼)。另外還有一些由東普魯士人組成的第11步兵師負責防守更南方的地區，以阻止蘇聯第8軍團從克里伐素橋頭堡躍出。
蘇聯元帥，列昂尼德·戈沃羅夫認為坦能堡防線對德國北方集團軍是非常重要。因此他在這裡集中了列寧格勒方面軍當中最精銳的部隊。 而第122、第124軍以及第117軍下轄的師被歸於由伊萬·費久寧斯基指揮的蘇聯第2突擊軍團。蘇聯第2突擊軍團被命令於孤兒院山丘突破德軍防線，迫使他們向西撤退到約赫維並於8月1日攻到昆達。 為達成這些戰略目標，戈沃羅夫於7月26日下令破壞德軍後方的通訊並組織對約赫維以及塔帕火車站的空襲。

## 戰鬥

### 7月26日
7月26日，蘇軍展開的坦能堡防線的進攻。蘇軍的空襲和地面火炮的炮擊覆蓋了德軍的防線並摧毀當地大部分的樹林。親衛隊第27師被摧毀而且幾乎所有軍官都負傷。這時德軍的砲擊十分薄弱，但德軍稍後將突擊炮修復，使得他們火炮的戰鬥力得到恢復。蘇軍利用德軍的混亂，大舉進攻。蘇軍第201以及第256步兵師在第98坦克團支援下攻擊諾德蘭師防守的孤兒院山丘東側。 當天晚上，德軍的反坦克部隊，黨衛軍第24裝甲擲彈兵團，擊敗了蘇軍坦克並收復失地。

### 戰役最後

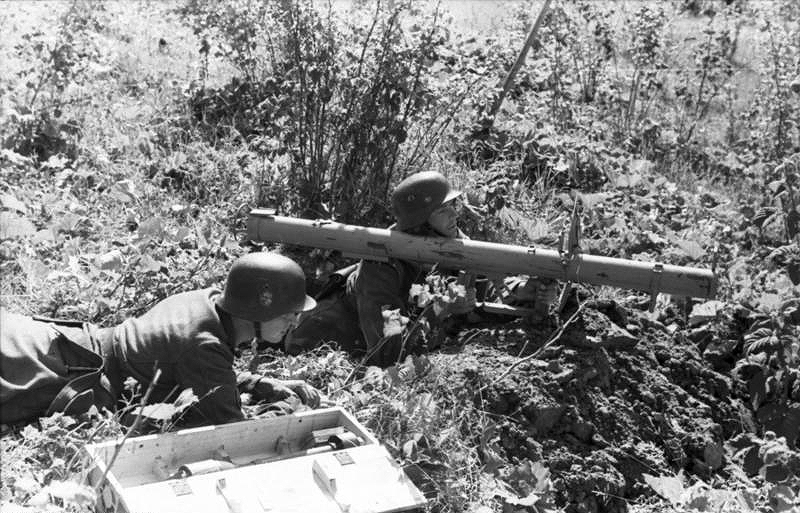
愛沙尼亞士兵準備用坦克殺手開火，1944年8月

8月2日，第2突擊軍團已獲得增援並重新開始展開進攻，但他們用的戰術跟先前是一樣的。尼德蘭師撤退到擲彈兵山丘的下方。在施坦因納將軍的回憶錄講到，當時戰場上的火力密集程度和自然景觀讓他想起了凡爾登戰役。 當來自空中的炮火停止時，黨衛軍第46武裝擲彈兵團回到防線阻止蘇軍進攻並發動反攻，成功奪回了擲彈兵山丘。 這時蘇軍坦克於防線東南方突破防線，負責防守該地的指揮官，親衛隊大尉奧斯卡·魯特陣亡。第11步兵師以及第300特別任務師以巨大的代價擋住蘇軍的進攻。
8月3日，蘇軍展開更強烈的進攻，並以大量砲火提供掩護，多達25,000–30,000顆炸彈被發射。這讓德軍傷亡慘重，蘇軍集中了11個步兵師以及4個坦克團準備擴大他們的攻勢。然而蘇軍將兵力集中於擲彈兵山丘也讓德軍發覺到。於是德軍將火炮集中並朝著蘇軍集結地開火，這讓蘇軍在攻勢開始前就遭遇不少傷亡。然而德軍的炮擊並不能減少蘇軍在兵力上的優勢，蘇軍按計劃地發動攻擊。蘇軍第110步兵軍攻入擲彈兵山丘後，發現他們已進入愛沙尼亞第2團的交叉火力網中。正當第110步兵軍的指揮官以為部隊已經攻下擲彈兵山丘時，德軍的炮擊開始。愛沙尼亞部隊反攻並肅清了山丘。 同時，第124步兵軍隊防線南部的進攻也被成功擋下。
蘇軍於8月3日展開了不少進攻，但每次進攻都是以蘇軍的炮擊開始，以德軍反攻，蘇軍撤退回原地結束。 光是8月3日一天，蘇軍就有20輛坦克被擊毀。蘇軍在8月4日至6日的進攻變的微弱；8月4日，蘇軍被擊毀11輛坦克；8月5日又被擊毀了7輛。8月6日晚上以前又被擊毀6輛。8月10日，列寧格勒方面軍命令停止進攻並轉入防禦。蘇軍降低他們的行動規模到只限於偵查行動，以及偶爾的突擊。德軍則利用這機會進行補充，並將幾個受創嚴重的單位調離前線，然後加固他們的防線。直到9月中為止，前線趨於平靜。

## 相關影視
- 1944 (電影)（坦能堡防線戰役、愛沙尼亞語、2015年2月8日發行、塔斯卡電影公司（英语：Taska Film））

## 延伸閱讀
- Carius, Otto. . ISBN 0-921991-14-2.
- Michaelis, Rolf. .
- Steiner. .
- Tieke, Wilhelm. .

## 外部連結
- Netherlanders in the Waffen SS（页面存档备份，存于）
- Estonians in the Waffen SS（页面存档备份，存于）